# 2025 추석특집 아이돌스타 선수권대회
《2025 추석특집 아이돌스타 선수권대회》는 2025년 10월부터 방송 예정인 MBC 텔레비전 프로그램이다.

## 방송 개요
2025년 추석에 개최한 아이돌스타 선수권대회.

## 캐스터

### MC
- [캐스터] 전현무
- [신입 캐스터] 이창섭
- [신입 캐스터] 이은지
- [신입 캐스터] 조나단

## 해설위원
[육상]
[레이저 사격](사격)
[씨름]
[댄스스포츠]
[승부차기]

## 출연자

### 참가자

#### 남자 아이돌 그룹
남자 : 아크, 누에라, 킥플립, 클로즈유어아이즈, 뉴비트, 아홉, 크래비티, 앰퍼샌드원, 피원하모니, 엔시티위시, 더윈드, 템페스트, 엔싸인,  아이덴티티, 루네이트, 소디엑, 엘라스트, 나우즈, 더블원, 라이즈, 이븐, 파우, 넥스지, 에잇턴, 82메이저, 제로베이스원, 휘브, 앤팀, 투어스,  아이딧, CORTIS, 싸이커스

#### 밴드 그룹
루시

#### 여자 아이돌 그룹
여자 : 피프티피프티, 미야오, 세이마이네임, 하츠투하츠, 유스피어, 키라스, 스테이씨, 트리플에스, 유니스, 빌리, 유다연, 엑신, 캔디샵, 영파씨, 키스오브라이프, 케플러, 퍼플키스, 드림노트, 아이칠린, 퀸즈아이, 키키, 프림로즈, 이프아이, 우아, 힛지스, 메이딘에스, 배드빌런, 이즈나, 아일릿, 베이비돈크라이
진한 글씨는 첫 출연한 참가 팀 선수